# Henri Mondor
Henri Mondor (Saint-Cernin, 20 marzo 1885 – Neuilly-sur-Seine, 6 aprile 1962) è stato un medico, scrittore e biografo francese.
Docente alla Sorbona dal 1938 al 1952, fu il primo a descrivere la sindrome di Mondor, che da lui prende il nome. Nel 1946 fu eletto al seggio 38 dell'Académie française, successore di Paul Valéry.
Noto già per opere mediche come Le ulcere perforanti di stomaco e duodeno (1923), fu autore di biografie come Pasteur (1945) e Dupuytren (1945) e saggi sui poeti simbolisti.
Fu anche un letterato.